# Jean-Baptiste Danguin
Jean-Baptiste Danguin, né le 3 mai 1823 à Frontenas et mort le 17 mars 1894 à Paris, est un graveur français.

## Biographie

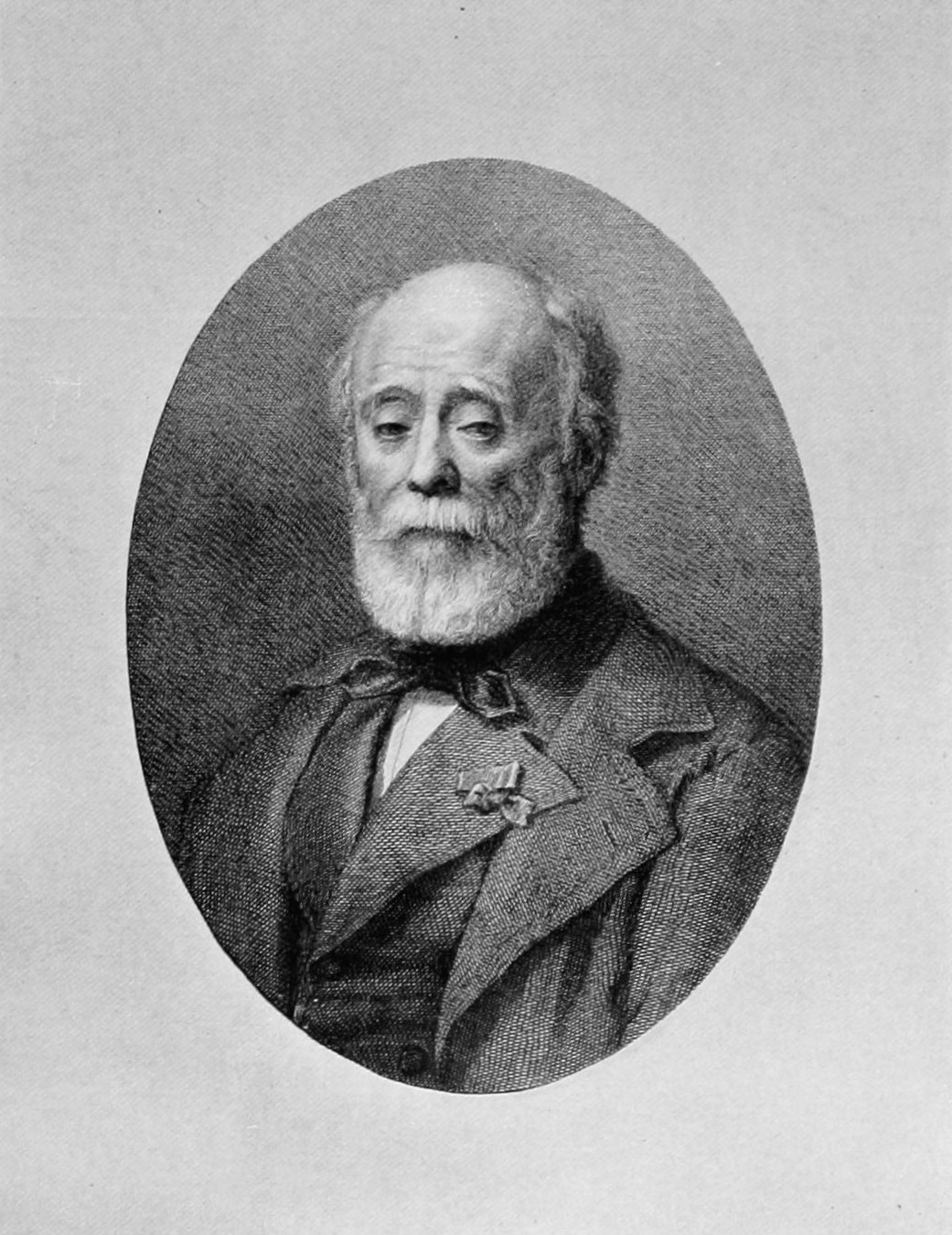
Antoine-Marie Chenavard, gravure, Recueil des architectes lyonnais, 1899.

Jean-Baptiste Danguin est le fils de Françoise Pacquard et de Claude Danguin, tailleur d'habits.
Il expose au Salon à partir de 1857. Il reçoit la médaille d'or au Salon d'Amsterdam de 1883.
Il est enseignant graveur à l'École des beaux-arts de Lyon à partir de 1860.
En 1883, l'année de son départ à la retraite, il est nommé chevalier de la Légion d'honneur.
Il est membre de l'Académie des sciences, belles-lettres et arts de Lyon, correspondant de l'Institut de France, membre de la commission des musées de la ville de Lyon, et très lié à Louis-Pierre Henriquel-Dupont.

## Œuvres
- L'Impératrice Eugénie à mi-corps, de face, dans un ovale, 1862, gravure en taille douce, 14 × 11,2 cm, estampe éditée par Goupil & Cie, d'après Pierre-Paul de Pommayrac[3].
- Louis Dupasquier. Architecte d'Autun et de Belley, burin, imprimé par Ch. Chardon[4]
- Antoine-Marie Chenavard, in E.-L.-G. Charvet, Lyon artistique. Architectes : notices biographiques et bibliographiques avec une table des édifices et la liste chronologique des noms, 1899, pl. VI[5].

## Élèves
- Georges Duseigneur